# Flying Coaster

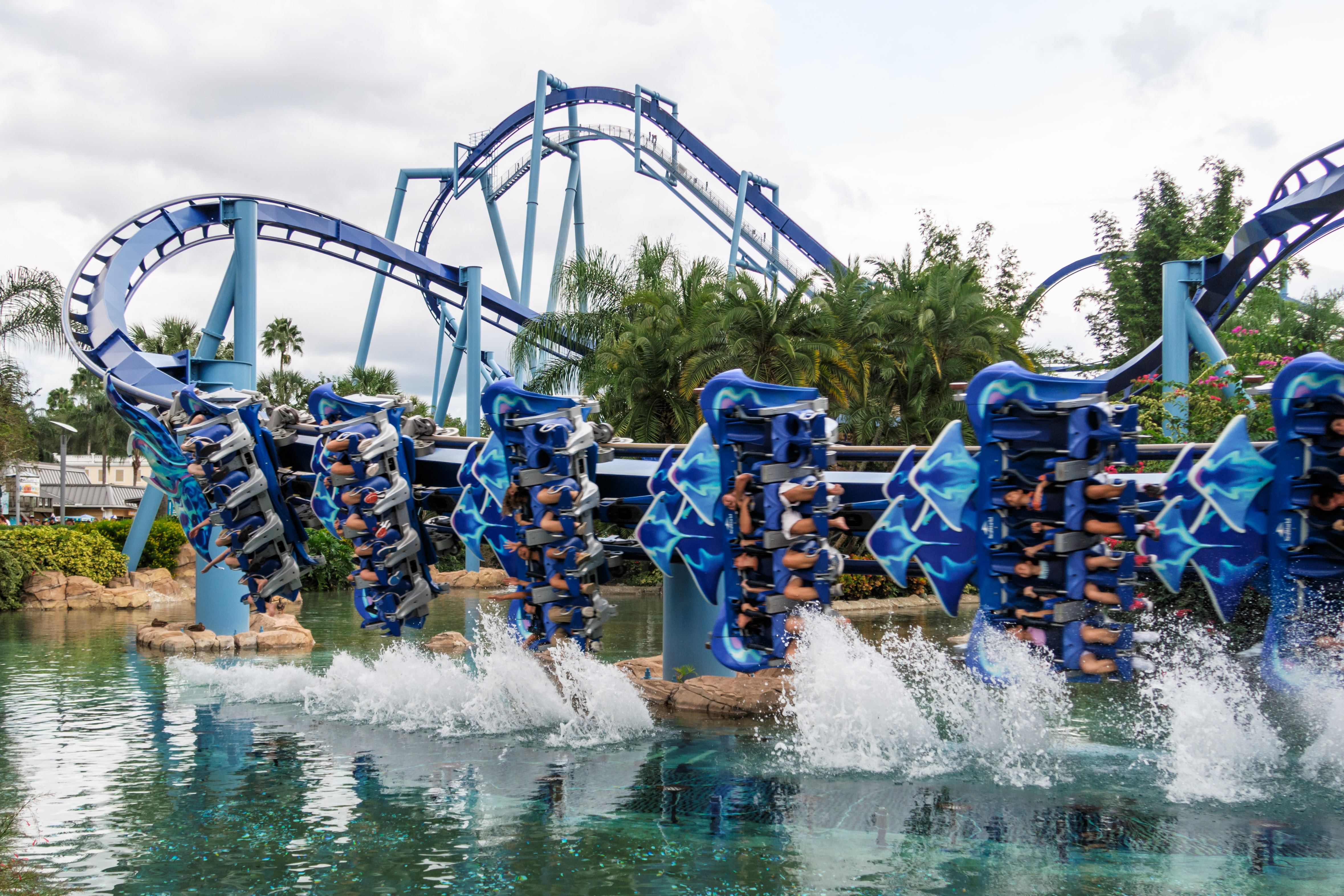
Manta in SeaWorld

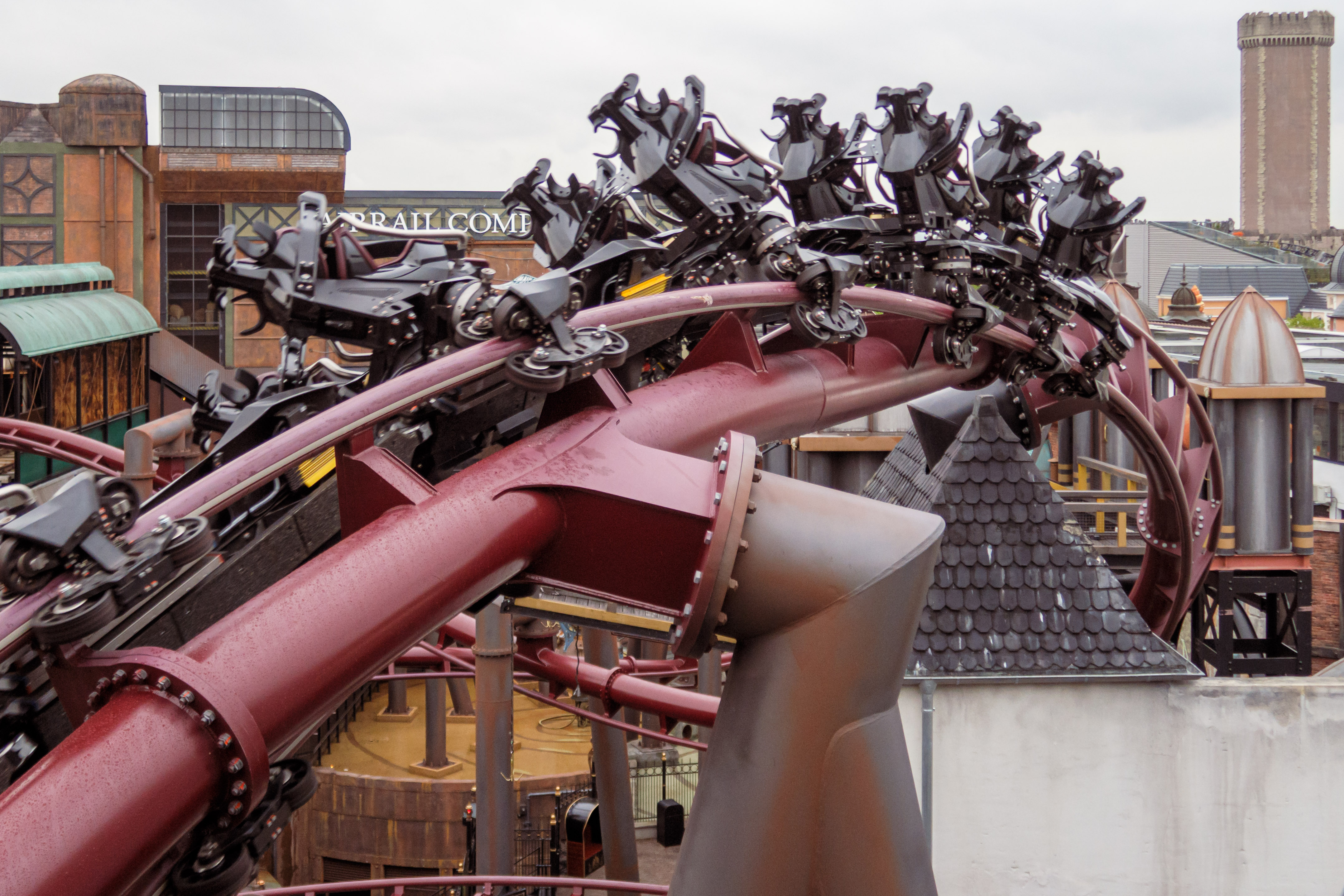
F.L.Y. im Phantasialand

Als Flying (Roller) Coaster (englisch für Fliegende Achterbahn) bezeichnet man Stahlachterbahnen, bei denen die Wagen unter der Schiene hängen und bei denen die Mitfahrer während der Fahrt eine mehr oder weniger auf dem Bauch liegende, fliegende Position einnehmen.
Technisch sind die Bahnen verwandt mit den ebenfalls unter der Schiene fahrenden Suspended Coaster und Inverted Coaster. Eine der Besonderheiten der Flying Coaster besteht darin, dass durch die liegende Position der Fahrgäste, auch Überschläge nach vorne möglich sind, was mit Ausnahme der 4th-Dimension-Coaster bei keiner anderen Art von Achterbahn möglich ist. Des Weiteren können die Züge Loopings nur dann durchfahren, wenn die Fahrgäste bei der Einfahrt auf dem Rücken liegen. Die hierfür erforderliche seitliche Drehung des Zuges um 180°, wird als Fly To Lie (vom Fliegen zum Liegen) bezeichnet. Wenn der Zug anschließend wieder in die Position gebracht wird, in der die Fahrgäste unter dem Zug liegen, dann spricht man von Lie To Fly (vom Liegen zum Fliegen).
Die erste Anlage dieser Art war Skytrak in den Granada Studios (Manchester, England). Diese 1997 eröffnete Bahn, mit Einzelwagen auf einer Einrohrschiene für jeweils eine Person, wurde aufgrund technischer Probleme jedoch nur ein knappes Jahr betrieben und später abgerissen.
Im Jahr 2000 eröffnete im Freizeitpark California’s Great America (Santa Clara, Kalifornien) die erste von Vekoma unter dem Produktnamen „Flying Dutchman“ gebaute Anlage mit Namen Stealth. Anders als bei Skytrak, die technisch mit seitlich ausschwingenden Wagen eher einem Suspended Coaster ähnelte, wurden hier Züge ähnlich einem Inverted Coaster mit sechs Wagen für jeweils vier Personen eingesetzt. Zum Einstieg fahren die Züge allerdings auf der Schiene und werden erst nach dem Lifthill in die „Flugposition“ gedreht. Die Fahrgäste steigen in sitzender Position ein und werden nach hinten in eine liegende Stellung geklappt. Durch die eher starre Position zur Schiene sind bei diesem Typ auch Inversionen möglich. Auf der IAAPA-Messe 2008 stellte Vekoma einen neuen, „Stingray“ genannten Flying-Coaster-Typ vor, der deutlich kompaktere Anlagen ermöglicht und für den auch die Züge überarbeitet wurden.
Ein weiterer dem Skytrak ähnlicher Bautyp, jedoch mit nicht schwingenden Wagen für zwei Personen, der Firma Hoei Sangyo wurde 2001 im Fuji-Q Highland (Fujiyoshida, Japan) als Birdman gebaut. Nach einem Unfall mit zwei Verletzten im gleichen Jahr wurde die Bahn wieder geschlossen und nach Umbau 2003 als Inverted Coaster Fuwa Fuwa Osora No Dai-Bouken neu eröffnet.

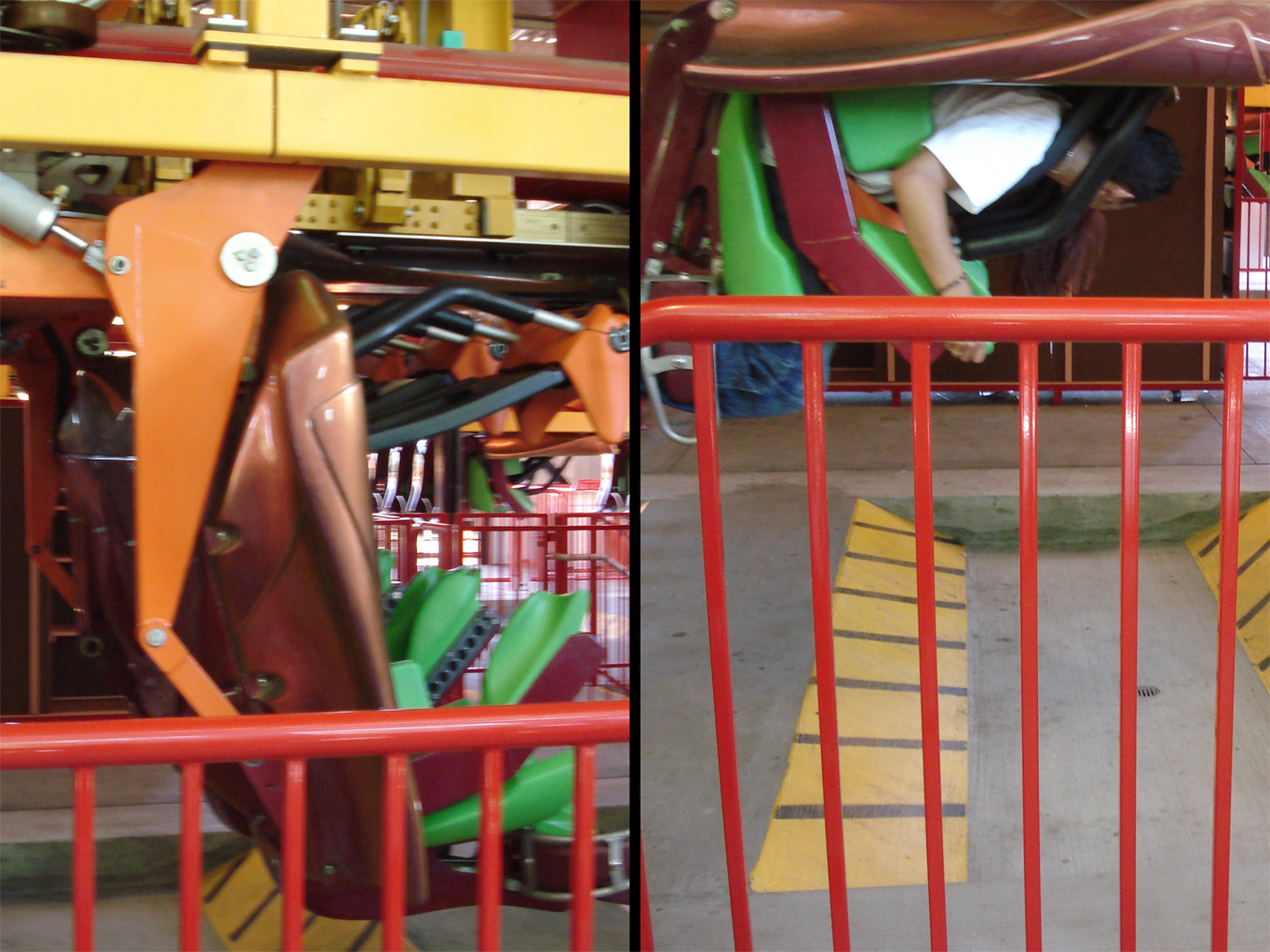
Sitze eines B&M Flying Coasters in Einstiegs- und Fahrposition

Die Firma Bolliger & Mabillard (B&M) baute 2002 ihre ersten beiden Flying Coaster in den Parks Alton Towers (Alton, England) als Air und Six Flags Over Georgia (Austell, Georgia) als Superman: Ultimate Flight. Ähnlich den Modellen von Vekoma kommen auch bei B&M einem Inverted Coaster ähnliche Wagen mit vier Sitzen nebeneinander zum Einsatz, die aber auch in der Station unter der Schiene hängen. Der Einstieg der Fahrgäste erfolgt in der Station sitzend, anschließend werden die Sitze zur liegenden Position nach hinten hochgeklappt.
Auch die erste Bahn vom Typ „Volare Flying Coaster“ von Zamperla (ein Design von Werner Stengel/Ingenieurbüro Stengel, D; Konstruktion von Martin & Vleminckx, CH) wurde 2002 in Elitch Gardens (Denver, Colorado) eröffnet. Bei diesen Achterbahnen werden Einzelchaisen (Wagen) für jeweils vier Personen eingesetzt. Zum Besteigen wird der Wagen aufgeklappt, der Fahrgast besteigt eine Art kleine gepolsterte Leiter, diese unten wird dann nach (hinten) oben geklappt und eingerastet. Die Position ist dabei eher liegend als bei den Wagen von B&M oder Vekoma. Zamperla konnte bereits sechs fast identische Ausführungen dieser Bahn mit relativ geringer Grundfläche verkaufen. Eine davon mit dem Namen Volare steht seit 2004 im Wiener Prater.
Als noch relativ neuer Achterbahntypus gibt es bislang nur vergleichsweise wenige Anlagen des Flying Coasters. Ein wichtiger Grund dafür sind die im Vergleich zu anderen Bahnen mechanisch deutlich aufwendigeren Züge.
Der Typ Flying Coaster ist – nach Diktion des Ingenieurbüro Stengel – in folgende zwei Kategorien Achterbahn einzuordnen:
- Inverted Coaster – der Passagier „fliegt“ (etwa) in Bauchlage, hat also die Beine in Fahrtrichtung gesehen hinter dem Oberkörper,
- Suspended Coaster – der Wagen hängt von der Schiene.

## Liste
| Name                                         | Namensbezug                 | Park                                                   | Ort                        | Land                         | Hersteller            | Modell                           | Eröffnung                      | Status                                           |
| -------------------------------------------- | --------------------------- | ------------------------------------------------------ | -------------------------- | ---------------------------- | --------------------- | -------------------------------- | ------------------------------ | ------------------------------------------------ |
| Skytrak                                      | Himmelsbahn                 | Granada Studios                                        | Castlefield, Manchester    | Vereinigtes Königreich       | Skytrak International |                                  | 1997                           | 1998 geschlossen, abgerissen                     |
| Komet                                        | Komet                       | Encounter Zone                                         | Dubai                      | Vereinigte Arabische Emirate | Select Contracts      |                                  | 1998                           | 2005 geschlossen, abgerissen                     |
| Batwing                                      | Fledermausflügel            | Six Flags America                                      | Largo, Maryland            | USA                          | Vekoma                | Flying Dutchman                  | 2001                           | in Betrieb                                       |
| Galactica                                    | Milchstraße                 | Alton Towers                                           | Stoke-on-Trent             | Vereinigtes Königreich       | B&M                   | Air                              | 2002                           | in Betrieb                                       |
| Superman: Ultimate Flight                    | Superman                    | Six Flags Over Georgia                                 | Austell, Georgia           | USA                          | B&M                   |                                  | 2002                           | in Betrieb                                       |
| Flying Coaster                               |                             | Elitch Gardens                                         | Denver, Colorado           | USA                          | Zamperla              | Volare („Volare Flying Coaster“) | 18. Mai 2002                   | 2007 geschlossen, übersiedelte nach Coney Island |
| Hero                                         | Held (englisch)             | Flamingo Land                                          | Kirby Misperton            | Vereinigtes Königreich       | Zamperla              | Volare                           | 16. Juli 2013                  | in Betrieb                                       |
| Inertia Airplane Car                         | Schwung-Flugzeug            | Kaeson Youth Park                                      | Kaesŏng                    | Nordkorea                    | Zamperla              | Volare                           | 2010                           | in Betrieb                                       |
| Soarin’ Eagle                                | Kreisender Adler            | Scream Zone, Luna Park                                 | Coney Island, New York     | USA                          | Zamperla              | Volare                           | April 2011, von ehemals Denver | in Betrieb                                       |
| Speed Roller Coaster                         | Geschwindigkeits-Achterbahn | Yancheng Chunqiu Amusement Land                        | Wujin                      | China                        | Zamperla              | Volare                           | 2012                           | in Betrieb                                       |
| Superman: Ultimate Flight                    | Höchster Flug               | Six Flags Great Adventure                              | Jackson, New Jersey        | USA                          | B&M                   |                                  | 2003                           | in Betrieb                                       |
| Superman: Ultimate Flight                    | Höchster Flug               | Six Flags Great America                                | Gurnee, Illinois           | USA                          | B&M                   |                                  | 2003                           | in Betrieb                                       |
| Hexenbesen                                   | Hexenbesen                  | Seilbahnen Thale Erlebniswelt                          | Thale                      | Deutschland                  | Wiegand               |                                  | 2003                           | in Betrieb                                       |
| Nighthawk ehemals Stealth                    | Nachtfalke/Nachteule        | Carowinds California’s Great America                   | Kalifornien                | USA                          | Vekoma                |                                  | 2004 2000                      | 2024 geschlossen, abgerissen abgebaut 2003       |
| Flying Coaster                               |                             | Genting Theme Park (seit 2016: Genting New Theme Park) | Kuala Lumpur               | Malaysia                     | Zamperla              | Volare                           | Dezember 2004                  | 31. August 2013 geschlossen                      |
| Super Flight                                 |                             | Playland                                               | Rye, New York              | USA                          | Zamperla              | Volare                           | 2004                           | in Betrieb                                       |
| Time Warp (2004–2007: Tomb Raider: The Ride) | Star-Trek-Technologie       | Canada’s Wonderland                                    | Vaughan, Ontario           | Kanada                       | Zamperla              | Volare                           | 2004                           | in Betrieb                                       |
| Volare                                       | Fliegen (italienisch)       | Wiener Prater                                          | Wien                       | Österreich                   | Zamperla              | Volare, modifiziert              | 3. April 2004                  | in Betrieb                                       |
| Volare Hiz Kizagi                            |                             | Wonderland Eurasia                                     | Ankara                     | Türkei                       | Zamperla              | Volare                           | 2019                           | 2020 geschlossen                                 |
| Trombi                                       | Tornado                     | Särkänniemi                                            | Tampere                    | Finnland                     | Zamperla              | Volare                           | 30. April 2005                 | in Betrieb                                       |
| Tatsu                                        | Drache (jap.)               | Six Flags Magic Mountain                               | Santa Clarita, Kalifornien | USA                          | B&M                   |                                  | 2006                           | in Betrieb                                       |
| Crystal Wing                                 |                             | Happy Valley                                           | Peking                     | China                        | B&M                   |                                  | 2006                           | in Betrieb                                       |
| Firehawk ehemals X-Flight                    |                             | Kings Island Geauga Lake                               | Kings Mills, Ohio          | USA                          | Vekoma                |                                  | 2007 2001                      | 28. Oktober 2018 geschlossen abgebaut 2006       |
| Manta                                        | Riesenmanta                 | SeaWorld Orlando                                       | Orlando, Florida           | USA                          | B&M                   |                                  | 2009                           | in Betrieb                                       |
| Starry Sky Ripper                            | Sternenhimmel-Aufreißer     | World Joyland                                          | Wujin, Jiangsu             | China                        | B&M                   |                                  | 2011                           | in Betrieb                                       |
| Acrobat                                      | Akrobat                     | Nagashima Spa Land                                     | Kuwana, Mie                | Japan                        | B&M                   |                                  | 2015                           | in Betrieb                                       |
| Flying Dinosaur                              | Fliegender Dinosaurier      | Universal Studios Japan                                | Konohana, Osaka            | Japan                        | B&M                   |                                  | 18.03.2016                     | in Betrieb                                       |
| F.L.Y.                                       | Fliegen (englisch)          | Phantasialand                                          | Brühl                      | Deutschland                  | Vekoma                |                                  | 17.09.2020                     | in Betrieb                                       |